# Betty Ford
Elizabeth Anne Ford (született: Bloomer; első házassága idején: Warren; Chicago, 1918. április 8. – Rancho Mirage, 2011. július 8.) az Egyesült Államok first ladyje 1974 és 1977 között, Gerald Ford elnök feleségeként. First ladyként politikailag aktív volt, egyike az első elnökfeleségeknek, akire ez igaz volt. Ford 1972 és 1974 között az ország second ladyje is volt, mikor férje alelnöki hivatalt töltött be.
Ford Chicagóban született, egy utazóügynök gyermekeként. Családja élt rövid ideig Denverben, gyerekkora nagy részét a michigani Grand Rapids-ben töltötte. Itt járt a Central Középiskolába is. 1926-ban, nyolc évese kezdett el táncolni és karrierjét is táncosként képzelte el. Tizennégy évesen modellkedni kezdett és gyerekeknek tartott táncórákat, hogy pénzt keressen a nagy gazdasági világválság idején. Középiskolás korában már saját tánciskolája volt. Apja 1934-es halála után New Yorkban akart táncot tanulni, de anyja nem engedte el, Benningtonba küldte. Miután hazatért családjához, rászoruló gyermekeknek segített, fogyatékossággal élő diákoknak és afroamerikai gyerekeknek tartott táncórákat.
1947-ben ismerkedett meg Gerald Ford jogásszal és katonával, aki nem sokkal az előtt tért haza a haditengerészettel töltött évei után és tervezett indulni képviselőházi pozícióért. 1948 októberében házasodtak össze, kapcsolatuk végül 58 évig tartott, Gerald haláláig. Négy gyermekük született, 1955-ig Washingtonban éltek, mielőtt beköltöztek volna házukba Virginiában. Betty szinte egyedül nevelte gyermekeiket, hiszen Gerald sokat utazott politikai pályafutása miatt.
Azt követően, hogy 1973 októberében Spiro Agnew lemondott, mint az Egyesült Államok alelnöke, Richard Nixon Gerlad Fordot jelölte, mint Agnew utódja, decemberben be is iktatták. Támogatója volt a Roe vs. Wade döntésnek, ami az abortuszt alkotmányos védelem alá helyezte. Első hónapjaiban, mint second lady, soknak találta a sajtófigyelmet és megpróbálta a rivaldafényen kívül maradni, de 1974 tavaszára egyre magabiztosabb lett pozíciójában.
1974-ben Richard Nixon lemondott elnöki posztjáról, így Gerald Ford lett az elnök, Betty pedig az ország first ladyje. Férje elnöksége során befolyásos first ladynek tekintették, minden idők egyik legőszintébb elnökfeleségének, hiszen nem félt olyan témákról beszélni, mint az abortusz, feminizmus, egyenlő fizetések, az Equal Rights Amendment (ERA), szex, kábítószerek és a fegyvertartási jogok korlátozása. A Siena College Research Institute kutatásai szerint Fordot tekintik minden idők egyik legbátrabb és legjobb first ladyjének.
Azt követően, hogy férjét nem választották újra 1976-ban, továbbra is aktív feminista maradt és az ERA mellett is kiállt. Nem sokkal hivatala elhagyása után bejelentette, hogy rég óta szenvedett alkoholizmussal és más szereket is használt. Azt követően, hogy leküzdötte függőségeit, megalapította és évtizedekig elnöke volt a Betty Ford Centernek, ami ez ellen küzdött. Népszerűsége és befolyása évekig megmaradt, 1991-ig minden évben az ország egyik legnépszerűbb nőjének választották. 2011. július 8-án hunyt el, az Eisenhower Egészségügyi Központban, 93 évesen.
1991-ben George H. W. Bush Elnöki Szabadság-érdemrenddel tüntette ki, majd hét évvel később megkapta a Kongresszusi Aranyérmet.